# Lüleburgaz
Lüleburgaz (in bulgaro: Люлебургас Ljuleburgas, antico popolare Беркулен; in greco: Αρκαδιούπολη, Arcadioupolis) è un comune della Turchia centro dell'omonimo distretto, nella provincia di Kırklareli.

## Geografia
Lüleburgaz è situata nella regione della Tracia orientale e sorge lungo la sponda sinistra del torrente Köprüalti. È situata a 50 km a sud-est del capoluogo provinciale Kırklareli e a 165 km ad ovest di Istanbul.

## Storia
Originariamente denominata in lingua tracica Bergule, fu ribattezzata da Teodosio I Arcadiopolis in onore di suo figlio Arcadio.
Dal lX secolo fu capoluogo del thema bizantino di Tracia.
Nel 970 le truppe bizantine vi sconfissero nella Battaglia di Arcadiopoli un'orda formata dall'alleanza tra la Rus' di Kiev, i Bulgari, gli Ungari ed i Peceneghi il cui obiettivo era conquistare la vicina Costantinopoli. 
Durante la prima guerra balcanica vi fu combattuta una sanguinosa battaglia che vide l'esercito bulgaro sbaragliare quello ottomano e costringerlo a trincerarsi a Çatalca, a soli 30 km da Costantinopoli. Fu riconquistata dagli Ottomani durante la seconda guerra balcanica. Tra il 1920 ed il 1922 fu occupata dai Greci.

## Monumenti e luoghi d'interesse

### Architetture civili
Mura bizantine di Arcadiopoli.
- Ponte Sokollu Mehmed Pascià, risalente al XVI secolo, opera dell'architetto Sinan.

### Architetture religiose
- Moschea di Sokollu Mehmed Pascià, risalente al XVI secolo, opera dell'architetto Sinān.
- Moschea di Kadı Ali, costruita nel XIV secolo per volontà del comandante militare ottomano Hacı İlbey.

## Infrastrutture e trasporti

### Strade
La principale arteria di collegamento stradale e di accesso alla città è costituita dall'O-3, a cui Lüleburgaz risulta collegata con un proprio casello autostradale, collocato a 6 km a nord rispetto al centro cittadino. Il tessuto urbano è attraversato in senso est-ovest dalla superstrada D.100 che unisce Istanbul alla frontiera bulgara ed in senso nord-sud dalla statale D.565 che connette la località di İğneada, sul mar Nero, con Tekirdağ, sul mar di Marmara.

### Ferrovie
Lüleburgaz dispone di una stazione lungo la linea Istanbul-Pythio. La fermata è situata nel villaggio di Durak, a 6 km a sud dal centro cittadino.